# Laboratoire d'anthropologie prospective
Le laboratoire d'anthropologie prospective ou LAAP, est un laboratoire de recherche en anthropologie créé par Mike Singleton et Pierre-Joseph Laurent au sein de l'université catholique de Louvain et actuellement rattaché à l'institut IACCHOS. Il fut reconnu comme centre de recherche au courant de l'année 2009[réf. nécessaire].
En mobilisant l'expression anthropologie prospective, ce laboratoire a tenu à s'inscrire dans une démarche prospective face aux enjeux sociétaux de demain. Il constitue aujourd'hui un lieu de partage et d'analyses entre chercheurs souhaitant aller plus loin en ce sens au niveau de leurs démarches.

## Histoire
Le laboratoire LAAP a vu le jour à l'université catholique de Louvain dans le courant de l'année 2001 en concertation avec Joseph Louis Bonmariage professeur de sociologie et Mike Singleton professeur d'anthropologie.
Poussés dans une optique de regroupement des « petites unités » par les autorités académiques, les deux professeurs décideront de créer au sein d'une même faculté des sciences économiques, sociales, politiques et de communication (ESPO) et d'une même école des sciences politiques et sociales (PSAD) deux entités de recherche différentes.
À la suite de sa nomination au titre de professeur en anthropologie, Pierre-Joseph Laurent sera désigné comme premier directeur de ce laboratoire. Cette direction sera reprise par le professeur Frédéric Laugrand en septembre 2019.

## Éthique et engagement
Le laboratoire d'anthropologie prospective explore les voies d'une anthropologie engagée et réflexive dans les évolutions et les enjeux sociétaux du XXIe siècle, en partageant l'idée que quoi qu'il en soit de l'anthropologie, l'anthropologue, lui, ne peut qu'être éthiquement impliqué. À ce sujet, Michaël Singleton écrira : « On ne fait pas de l'anthropologie prospective pour satisfaire sa curiosité théorique (le thaumazein grec), mais pour activer l'énergie humaine (comme l'aurait dit Teilhard de Chardin) » (Singleton, 2011, p.52). Selon Mike Singleton, tout en se distanciant d'une « anthropologie rétrospective », l'anthropologie prospective répond à un besoin de « [...] libérer les gens qui ne se rendent pas compte qu'ils sont esclaves [...] inféodés à des institutions [...] ».

## Programme et axes de recherche
Le programme de recherche du LAAP s’organise autour de trois axes. Le premier axe est consacré à l'anthropologie des systèmes symboliques : rapports à la nature, expériences religieuses et mondes numériques. Le deuxième axe est consacré à l'anthropologie politique et de l’environnement : gouvernance, gestion des ressources naturelles, modifications de l’environnement et migrations. Le troisième axe enfin est consacré à l'anthropologie de l’espace : rapports au corps, parenté, espaces de vie et précarité.

## Collections
Le laboratoire gère deux collections scientifiques publiées chez Academia L'harmattan. La première intitulée « Anthropologie prospective » est consacrée à la publication de recherches ethnographiques contemporaines et inédites reposant sur une expérience approfondie du terrain, la seconde intitulée « Investigation d'anthropologie prospective » a pour objectif de publier des articles qui ont été préalablement discutés lors d'événements de caractères nationaux ou internationaux afin de laisser une trace des réflexions menées.

### Liens connexes
- Anthropologie prospective
- Mike Singleton
- Pierre-Joseph Laurent